# François de Montmorency

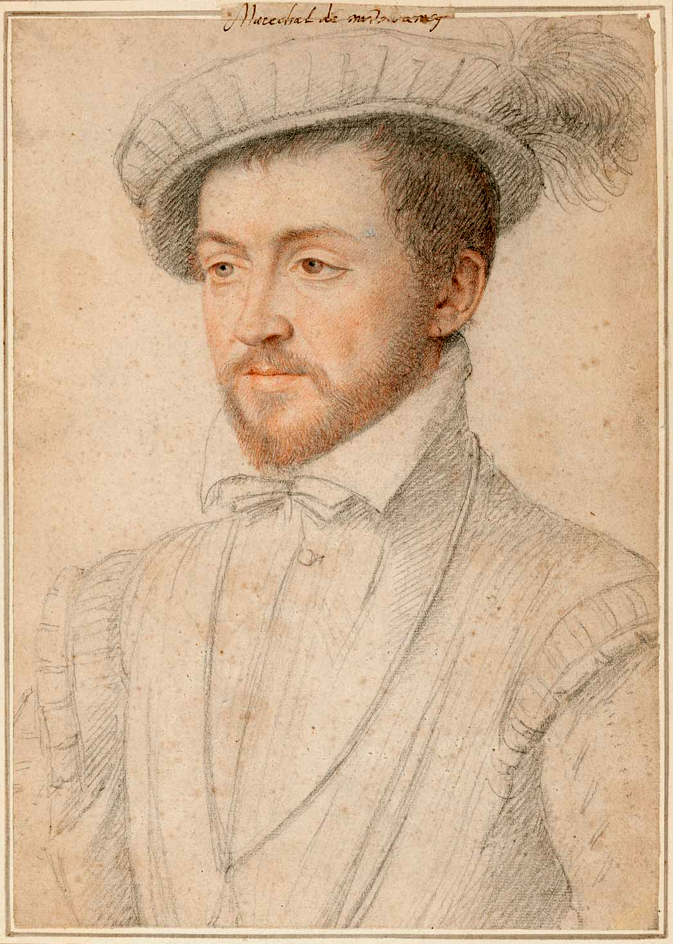
Portret al lui François de Montmorency, desen al școlii lui François Clouet

François, Duce de Montmorency (17 iunie 1530 – 6 mai 1579) a fost fiul cel mare al primului Duce de Montmorency, Anne.
El a fost Duce de Montmorency, Conte de Dammartin, Baron de Chateaubriant, Senior de L'Isle-Adam, Mare Maestru al Franței și pair al Franței.

## Biografie
La opt ani după nașterea sa, tatăl său, Anne de Montmorency, a devenit conetabil al Franței (1538–1567). François l-a însoțit pe regele Henric al II-lea la granița cu Germania și a fost prezent la capturarea orașelor Damvillers și Ivoy în 1552. A luat parte la eroica rezistență a orașului Thérouanne împotriva atacului trupelor lui Carol Quintul. În cele din urmă cade prizonier la 30 mai 1553.

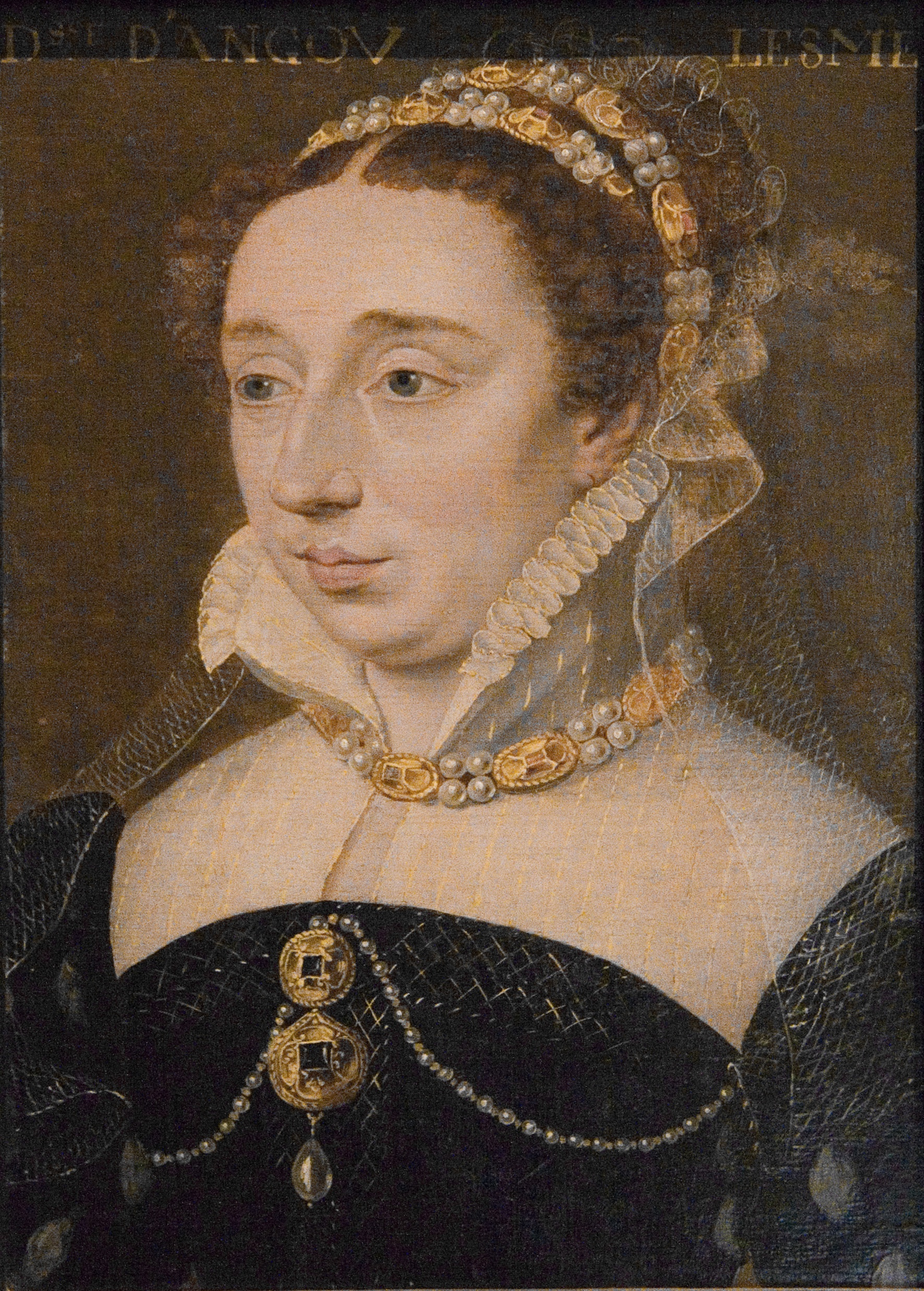
Soția sa, Diane de Franța, fiica nelegitimă a regelui.

La întoarcerea din captivitate este făcut cavaler al Sfinților Arhangheli Mihail și Gavriil și i se asigură guvernarea Parisului și a Île-de-France (1556). A luat parte la Bătălia de la Saint-Quentin la 10 august 1557, apărând Picardia împotriva spaniolilor și a ajutat în asediul orașului Calais, în 1558. Regele l-a trimis cu o ambasadă la regina Elisabeta I a Angliei, pentru a obține de la ea angajamentul de a respecta tratatul de pace de la Cateau-Cambrésis. Odată cu moartea regelui Henric al II-lea, el a trebuit să cedeze titlul de Mare Maestru, moștenit de la tatăl său, Ducelui de Guise. Apoi regele i-a dat poziția de mareșal al Franței în 1559.
S-a căsătorit împotiva dorinței sale, în 1557, cu Diane de Franța, fiica nelegitimă a regelui Henric al II-lea.
În 1560, a participat la Stările Generale care s-au ținut în Orléans. În tulburările războaielor religioase care au avut loc, el a fost de partea catolicilor, a participat la bătălia de la Dreux la 19 decembrie 1562 și la capturarea orașului Le Havre. De asemenea, el a luat parte la bătălia de la Saint-Denis (10 noiembrie 1567), unde a murit tatăl său.
Odată ce a devenit Duce, François a continuat rivalitatea cu Casa de Guise. În 1570, el a avut sarcina foarte dificilă de a face ca pacea de la Saint-Germain să fie acceptată la Paris. În 1572 a fost trimis la regina Elisabeta I a Angliei pentru a obține o să semneze o alianță cu Franța. Cu această ocazie a fost creat cavaler onorific al Ordinului Jartierei. În Franța, François era mai nepopular ca niciodată. 
Incapacitatea lui de a controla parizienii răzvrătiți a dus la renunțarea sa din postul de guvernator al orașului. El a părăsit orașul cu câteva zile înainte de masacrul din Noaptea Sfântului Bartolomeu.
În 1574, regele Carol al IX-lea l-a chemat la Curte însă din cauza urei puternice dintre el și Ducele de Guise, a trebuit să plece din nou. Neavând nimic de pierdut, a luat parte la „Complotul Nemulțumiților”, împreună cu ducele de Alençon, însă a fost oprit și închis la Bastilia cu mareșalul de Cossé-Brissac. A fost eliberat în aprilie 1575 iar regele i-a recunoscut nevinovăția prin scrisori înregistrate în Parlament. A murit la castelul Écouen la 6 mai 1579.